# Cleistanthus schlechteri
Cleistanthus schlechteri är en emblikaväxtart som först beskrevs av Ferdinand Albin Pax, och fick sitt nu gällande namn av John Hutchinson. Cleistanthus schlechteri ingår i släktet Cleistanthus och familjen emblikaväxter.

## Underarter
Arten delas in i följande underarter:
- C. s. pubescens
- C. s. schlechteri